# Фервју (округ Вестчестер, Њујорк)
Фервју (енгл. Fairview, Westchester County) насељено је место без административног статуса у америчкој савезној држави Њујорк.

## Демографија
По попису из 2010. године број становника је 3.099, што је 212 (7,3%) становника више него 2000. године.
| Група             | 2000.         | 2010.         |
| Белци             | 182 (6,3%)    | 141 (4,5%)    |
| Афроамериканци    | 2.110 (73,1%) | 1.804 (58,2%) |
| Азијати           | 81 (2,8%)     | 102 (3,3%)    |
| Хиспаноамериканци | 410 (14,2%)   | 1.036 (33,4%) |
| Укупно            | 2.887         | 3.099         |